# برون‌برش (فیلم‌سازی)
در فیلم و ویدئو، برون‌برش (به انگلیسی: Cutaway) عبارت از قطع یک کنش متداوم، با قرار دادن تصاویری دیگر در بین آن است. عموماً پس از این نمای دوم، به نمای نخست برگشت می‌شود. در یک صحنهٔ برون برشی، در میان یک صحنه، صحنه‌ای دیگر می‌آید که عموماً با صحنهٔ نخست ارتباطی ندارد یا ارتباطش کم است. این رفت و برگشت معمولاً سریع است و عموماً (نه همیشه) با بازگشت به صحنهٔ نخستین پایان می‌یابد.

## کاربرد
متداول‌ترین کاربرد در یک فیلم داستانی، دست بردن در سرعت کنش اصلی، از دیده پنهان کردن بخش‌های حذف شده از نمای اصلی یا کمک به متصل کردن دو شکل متفاوت از یک نماست. به عنوان مثال، ممکن است با حذف چند فریم از مکث بازیگر بتوان یک صحنه را بهتر کرد. در این شرایط، برش زدن به نمای کوتاهی از مخاطب او می‌تواند کمک کند این حذف پنهان شود. گاهی هم ممکن است بازیگری جملهٔ خودش را در میان یک جمع اشتباه ادا کند و کارگردان به جای آن که برداشت دیگری بگیرد، فقط از او بخواهد همان جمله را تکرار کند و با برون‌برش به جایی دیگر، این بخش را مخفی کند.
از برون‌برش هم‌چنین به جای جلوه‌های ویژه در فیلم‌های ترسناک قدیمی استفاده می‌شد. به عنوان مثال، برای نمایش این که سر یک زامبی قطع می‌شود، ممکن است ابتدا نمایی از یک تبر در هوا دیده شود، سپس نمایی از بازیگری که تبر را پایین می‌آورد و بعد دوباره نمایی از زامبی که حالا سرش قطع شده‌است. جورج ا. رومرو، خالق سریال‌های مرده و تام ساوینی پیشگام جلوه‌هایی بودند که نیاز به برون‌برش برای فیلم‌های ترسناک را از بین بردند. ۳۰ راک اغلب از برون‌برش برای ایجاد طنز بصری استفاده می‌کند، صحنهٔ گرگینهٔ بار میتزوا (به انگلیسی: Werewolf Bar Mitzvah) سه روز طول می‌کشد تا تنها پنج ثانیه روی پرده دیده شود. نمایش تلویزیونی انیمیشن مرد خانواده به خاطر استفاده‌اش از برون‌برش برای ایجاد شوخی شناخته می‌شود.
این تمهید به همان اندازه که در فیلم‌های داستانی استفاده می‌شود، در پخش اخبار و فیلم‌های مستند نیز به کار می‌رود. در محل فیلم‌برداری، معمولاً فقط یک دوربین برای فیلمبرداری از مصاحبه و اغلب یک میکروفون برای ضبط صدا وجود دارد. به این ترتیب، بعد از مصاحبه، مصاحبه‌کننده سؤالات خود را تکرار می‌کند به صورتی که گویی مخاطبش هنوز رو به روی اوست و از او فیلمبرداری می‌شود. او بین سؤال‌هایش مکث می‌کند، گویی که دارد به جواب‌ها گوش می‌دهد. از این نماها به عنوان برون‌برش استفاده می‌شود. از مکث‌های مصاحبه‌کننده، به عنوان گره گشایی [اصطلاحی که برای این‌طور نمای عکس‌العمل به کار می‌رود] نیز می‌توان کرد تا برش‌های بین گفته‌های مصاحبه‌شونده را پوشاند.
برون‌برش لزوماً محتوای چشمگیر در خود ندارد، بلکه به تدوینگر کمک می‌کند یک سکانس طولانی‌تر را بتوانند تدوین کنند. به همین دلیل، تدوینگران، برون‌برش‌هایی را می‌گزینند که مربوط به کنش اصلی باشد مثل یک کنش یا یک شیء در همان مکان کنش اصلی. به عنوان مثال، اگر نمای اصلی از مردی است که در کوچه‌ای قدم می‌زند، برون‌برش‌هایی که می‌شود برایش در نظر گرفت، گربه‌ای در یک سطل زباله یا نمایی از فردی است که از پنجره‌ای در طبقه‌ای بالا در حال تماشاست.